# Robur Siena 2019-2020
Questa voce raccoglie le informazioni riguardanti la Robur Siena nelle competizioni ufficiali della stagione 2019-2020.

## Stagione
La stagione senese 2019-2020 inizia dalla Coppa Italia Tim Cup dove viene eliminata nel primo turno, superata al Franchi (1-2) dal Mantova. Poi nella Coppa Italia di Serie C il Siena nel primo turno supera (2-0) il Pontedera, nei sedicesimi supera (2-0) l'Arezzo, negli ottavi supera (3-1) il Teramo, chiudendo con l'eliminazione giunta nei quarti (0-1) con la Ternana.
In campionato la Robur Siena allenata da Alessandro Dal Canto disputa il girone A del campionato di Serie C, raccoglie sul campo 40 punti, con l'ottavo posto finale. Si è trattato di un campionato anomalo, non concluso ma sospeso alla fine di febbraio 2020 per l'acuirsi della pandemia da Covid-19, che non ha risparmiato il mondo del calcio. Poi l'8 giugno 2020 il Consiglio Federale ha omologato i risultati ottenuti sul campo fino alla sospensione, quindi fino alla 27ª giornata. Nel girone A è stato promosso in Serie B il Monza. Il Siena con l'ottavo posto ottenuto al momento della sospensione, a giugno dopo quattro mesi di inattività, è pronto per disputare i Play-off, non così l'Arezzo che deve affrontare nel primo turno degli spareggi che devono assegnare la quarta promossa, così passa al secondo turno la Robur Siena senza giocare. Poi nel secondo turno affronta in trasferta l'Alessandria, i grigi vincono la sfida (3-2) e per il Siena cala il sipario della stagione. 
Ma la situazione finanziaria della società senese è ancora in difficoltà, con ritardi nei pagamenti di stipendi e contributi, che causano un punto di penalità in classifica. A fine stagione la presidente Anna Durio esprime la volontà di cedere la società, ma le trattative intavolate con alcuni soggetti, non portano a risultati concreti. Così il 5 agosto 2000, la Robur Siena non è in grado di iscriversi al campionato di competenza della prossima Serie C 2020-2021 che è alle porte. Ma si trova costretta a dover ripartire dal campionato di Serie D, con la nuova società ACN Siena 1904.

## Divise e sponsor
Lo sponsor tecnico per la stagione 2019-2020 è Joma, mentre lo sponsor ufficiale è Piccini.
| Casa | Trasferta | Terza divisa |

## Rosa 2019-2020
| N. |                     | Ruolo | Calciatore          |
| -- | ------------------- | ----- | ------------------- |
| 1  | Italia (bandiera)   | P     | Alessandro Confente |
| 2  | Italia (bandiera)   | D     | Erik Panizzi        |
| 3  | Italia (bandiera)   | D     | Lorenzo Migliorelli |
| 4  | Italia (bandiera)   | C     | Tommaso Arrigoni    |
| 5  | Italia (bandiera)   | D     | Dario D'Ambrosio    |
| 6  | Italia (bandiera)   | C     | Stefano Guberti     |
| 7  | Italia (bandiera)   | A     | Simone Bentivoglio  |
| 8  | Italia (bandiera)   | C     | Matteo Serrotti     |
| 9  | Italia (bandiera)   | A     | Raffaele Ortolini   |
| 10 | Italia (bandiera)   | A     | Alessandro Cesarini |
| 11 | Italia (bandiera)   | C     | Alessio Campagnacci |
| 13 | Slovenia (bandiera) | D     | Atila Varga         |
| 14 | Italia (bandiera)   | D     | Mirko Romagnoli     |
| 15 | Italia (bandiera)   | D     | Riccardo Baroni     |

| N. |                    | Ruolo | Calciatore          |
| -- | ------------------ | ----- | ------------------- |
| 16 | Italia (bandiera)  | C     | Fabio Gerli         |
| 17 | Marocco (bandiera) | C     | Shady Oukhadda      |
| 18 | Italia (bandiera)  | A     | Alessandro Polidori |
| 19 | Ghana (bandiera)   | A     | Kingsley Boateng    |
| 20 | Italia (bandiera)  | C     | Gianluca D'Auria    |
| 21 | Brasile (bandiera) | A     | Gladestony Da Silva |
| 22 | Italia (bandiera)  | P     | Lorenzo Ferrari     |
| 23 | Italia (bandiera)  | D     | Nicola Andreoli     |
| 24 | Uruguay (bandiera) | A     | Fabrizio Buschiazzo |
| 25 | Italia (bandiera)  | C     | Francesco Vassallo  |
| 26 | Italia (bandiera)  | D     | Mattia Lombardo     |
| 27 | Italia (bandiera)  | D     | Marco Guidone       |
| 28 | Italia (bandiera)  | D     | Carmine Setola      |
| 30 | Italia (bandiera)  | C     | Simone Icardi       |

## Risultati

### Serie C girone A

#### Girone di andata
| Arbitro: | Maranesi (Ciampino) |

|              |           |                          |
| Arrigoni 11’ | Marcatori | 32’ Ongunseye 53’ Pisano |

| Arbitro: | Santoro (Messina) |

|                    |           |                                                |
| Dany Mota 51’, 90’ | Marcatori | 25’ Polidori 39’ Cesarini 90+4’ (rig.) Guberti |

| Arbitro: | Colombo (Como) |

|  |           |                              |
|  | Marcatori | 15’ Maccarone 55’ Caccavallo |

| Arbitro: | Pascarella (Nocera Inferiore) |

|  |           |                           |
|  | Marcatori | 14’ Cesarini 42’ Arrigoni |

| Arbitro: | Pashuku (Albano Laziale) |

|  |           |             |
|  | Marcatori | 90+1’ Kolaj |

| Arbitro: | Zufferli (Udine) |

|  |           |                           |
|  | Marcatori | 24’ Oukhadda 81’ Cesarini |

| Arbitro: | N. Marini (Trieste) |

|                             |           |                         |
| Cesarini 69’ Arrigoni 90+1’ | Marcatori | 14’ (rig.), 34’ Valiani |

| Arbitro: | Carrione (Castellammare di Stabia) |

|  |           |                     |
|  | Marcatori | 10’ (rig.) Cesarini |

| Arbitro: | Carella (Bari) |

|               |           |            |
| Guidone 90+6’ | Marcatori | 62’ Baldan |

| Arbitro: | Luciani (Roma) |

|  |           |              |
|  | Marcatori | 88’ Ortolini |

| Arbitro: | Di Cairano (Ariano Irpino) |

|                         |           |  |
| Cesarini 5’ D'Auria 88’ | Marcatori |  |

| Arbitro: | Giaccaglia (Jesi) |

|           |           |                         |
| Baroni 9’ | Marcatori | 17’ Paulo Azzi 29’ Comi |

| Meda 3 novembre 2019 13ª giornata | Renate         | 0 – 0 | Siena | Stadio Città di Meda\| Arbitro: \| Rutella (Enna) \| |
| Arbitro:                          | Rutella (Enna) |       |       |                                                      |

| Arbitro: | Vigile (Cosenza) |

|             |           |          |
| D'Auria 90’ | Marcatori | 22’ Vono |

| Arbitro: | F. Longo (Paola) |

|              |           |                       |
| F. Perna 65’ | Marcatori | 8’ D'Anna 79’ Guidone |

| Arbitro: | Marcenaro (Genova) |

|  |           |            |
|  | Marcatori | 79’ Bruzzo |

| Arbitro: | De Santis (Lecce) |

|            |           |                                  |
| Eusepi 64’ | Marcatori | 22’ M. Lombardo 80’, 89’ Guidone |

| Arbitro: | Angelucci (Foligno) |

|             |           |  |
| D'Auria 62’ | Marcatori |  |

| Arbitro: | Bitonti (Bologna) |

|                                                     |           |  |
| Bortolussi 21’, 68’ T. Bianchi 42’ Piscitella 90+2’ | Marcatori |  |

#### Girone di ritorno
| Arbitro: | Perenzoni (Rovereto) |

|              |           |                 |
| Ogunseye 14’ | Marcatori | 9’, 62’ Guidone |

| Arbitro: | Monaldi (Macerata) |

|                |           |           |
| Gladestony 29’ | Marcatori | 85’ Touré |

| Arbitro: | Santoro (Messina) |

|                                           |           |              |
| Cardoselli 37’ Tedeschi 45+1’ Valente 60’ | Marcatori | 86’ Ortolini |

| Arbitro: | D'Ascanio (Ancona) |

|                        |           |                       |
| T. Arrigoni 69’ (rig.) | Marcatori | 75’ (rig.) Strambelli |

| Busto Arsizio 2 febbraio 2020 24ª giornata | Pro Patria       | 0 – 0 | Siena | Stadio Carlo Speroni\| Arbitro: \| Zufferli (Udine) \| |
| Arbitro:                                   | Zufferli (Udine) |       |       |                                                        |

| Arbitro: | De Santis (Lecce) |

|                                |           |                                   |
| T. Arrigoni 29’ D'Ambrosio 42’ | Marcatori | 2’ (rig.) D'Errico 23’ F. Scaglia |

| Arbitro: | Tremolada (Monza) |

|                      |           |                    |
| Falcone 90+7’ (rig.) | Marcatori | 80’ (aut.) Dametto |

| Arbitro: | Pascarella (Nocera Inferiore) |

|             |           |             |
| D'Auria 55’ | Marcatori | 18’ Sibilli |

### Play-off
| 30 giugno 2020 Primo turno | Siena | 3 – 0 Punteggio assegnato a tavolino per rinuncia dell'Arezzo | Arezzo |  |

| Arbitro: | Feliciani (Teramo) |

|                                     |           |                          |
| Arrighini 5’ Eusepi 76’ Sartore 85’ | Marcatori | 13’ Gerli 82’ D'Ambrosio |

### Coppa Italia Tim Cup
| Arbitro: | Di Cairano (Ariano Irpino) |

|  |           |                                |
|  | Marcatori | 37’ (rig.) Scotto 54’ Guccione |

### Coppa Italia di Serie C
| Arbitro: | Arace (Lugo di Romagna) |

|                                |           |  |
| Guidone 26’ (rig.) Panizzi 68’ | Marcatori |  |

| Arbitro: | Meraviglia (Lecco) |

|                          |           |  |
| D'Auria 28’ Polidori 69’ | Marcatori |  |

| Arbitro: | Cascone (Nocera Inferiore) |

|                                              |           |             |
| Campagnacci 21’ T. Arrigoni 34’ Polidori 82’ | Marcatori | 33’ Bombagi |

| Arbitro: | Feliciani (Teramo) |

|  |           |                 |
|  | Marcatori | 64’ Vantaggiato |